# Trutnowo (Bartoszyce)
Trutnowo (deutsch Trautenau) ist ein Ort in der polnischen Woiwodschaft Ermland-Masuren. Er gehört zur Gmina Bartoszyce (Landgemeinde Bartenstein) im Powiat Bartoszycki (Kreis Bartenstein).

## Geographische Lage
Trutnowo liegt in der nördlichen Mitte der Woiwodschaft Ermland-Masuren, 16 Kilometer östlich der einstigen Kreisstadt Heilsberg (polnisch Lidzbark Warmiński) bzw. 14 Kilometer südlich der heutigen Kreismetropole Bartoszyce (deutsch Bartenstein).

## Geschichte
Trautenau war ein Dorf im ostpreußischen Kreis Heilsberg. 1874 wurde es als Landgemeinde in den neu gebildeten Amtsbezirk Wuslack (polnisch Wozławki) aufgenommen und blieb ihm zugehörig bis 1945.
Im Jahre 1885 waren in Trautenau 262 Einwohner registriert. Ihre Zahl betrug 275 im Jahre 1910 und belief sich 1933 auf 266 und 1939 auf 235.
Mit der Abtretung des gesamten südlichen Ostpreußen an Polen im Jahre 1945 erhielt Trautenau die polnische Namensform „Trutnowo“ und ist heute eine Ortschaft im Verbund der Landgemeinde Bartoszyce (Bartenstein) im Powiat Bartoszycki (Kreis Bartenstein), von 1975 bis 1998 der Woiwodschaft Olsztyn, seither der Woiwodschaft Ermland-Masuren zugeordnet. Im Jahre 2021 zählte Trutnowo 93 Einwohner.

## Kirche
Bis 1945 war Trautenau in die evangelische Kirche Bischofstein (polnisch Bisztynek) in der Kirchenprovinz Ostpreußen der Kirche der Altpreußischen Union, außerdem in die römisch-katholische Kirche in Wuslack (polnisch Wozławki) im damaligen Bistum Ermland eingepfarrt.
Trutnowo gehört katholischerseits auch heute noch zur Pfarrei Wozławki, die jetzt dem Erzbistum Ermland zugehört. Evangelischerseits richten sich die Einwohner Trutnowos zur Kirche in Bartoszyce (Bartenstein) aus, einer Filialkirche der Pfarrei Kętrzyn (Rastenburg) in der Diözese Masuren der Evangelisch-Augsburgischen Kirche in Polen.

## Verkehr
Trutnowo liegt westlich der polnischen Landesstraße 57 (frühere deutsche Reichsstraße 128) und ist von dort entweder über den Abzweig Galiny (Gallingen) in Richtung Kiwity (Kiwitten) oder über den Abzweig Wozławki (Wuslack) in Richtung Połapin (Polpen) zu erreichen.
Eine Anbindung an den Bahnverkehr besteht nicht.